# Purple Rain (album)
Pour les articles homonymes, voir Purple Rain.
Albums de Prince & The Revolution
1999
(1982) Around the World in a Day
(1985)
Singles
1. When Doves Cry / 17 Days
Sortie : 16 mai 1984
2. Let's Go Crazy / Erotic City
Sortie : 18 juillet 1984
3. Purple Rain / God
Sortie : 10 septembre 1984
4. I Would Die 4 U / Another Lonely Christmas
Sortie : 26 novembre 1984
5. Take Me With U / Baby I'm a Star
Sortie : 25 janvier 1985

Purple Rain est le sixième album studio du chanteur et musicien américain Prince. Écrit et interprété avec le groupe The Revolution, il est publié le 25 juin 1984 par Warner Bros. Ses ventes, certifiées à treize millions d'exemplaires aux États-Unis, sont estimées jusqu'à vingt-deux millions dans le monde. Par la synthèse qu'il réalise du rock, du rhythm and blues et de la musique électronique, comme par sa réputation critique et sa popularité, le disque est une pièce maîtresse de la culture musicale contemporaine,.
Il s'agit de la bande originale du film homonyme, paru la même année, dans lequel Prince incarne le premier rôle. Cette œuvre semi-autobiographique, qui rapporta 68 millions de dollars de recettes, a nourri la performance commerciale de l'album, des simples qui en furent extraits, et de la tournée locale correspondante[réf. nécessaire]. 
Cette visibilité multiple est à l'origine de la popularité, mondiale, du musicien, qui fut alors aussi acclamé par ses pairs et la critique. Toutes catégories confondues, le disque obtint un Oscar,  trois American Music Awards et deux Grammy Awards. Il est aujourd'hui mentionné en bonne place dans nombre de listes, établies par la presse, des meilleurs albums de l'histoire. Il figure enfin dans le Registre national des enregistrements de la bibliothèque nationale américaine, qui « met en vedette la gamme et la diversité du patrimoine sonore enregistré américain. »
La chanson Purple Rain qui en est issue est l'une des plus connues du chanteur. Comme le disque et le film, elle a contribué à associer son auteur à la couleur pourpre, que certains grands bâtiments affichent à sa mort, en hommage, le 21 avril 2016. Durant la semaine qui suit le décès, le titre est en tête de ceux vendus sur iTunes France. Sur l'année 2016, il s'écoule à plus de 600 000 exemplaires aux États-Unis, contre presque 500 000 pour l'album.
En 1984, deux autres extraits, When Doves Cry et Let's Go Crazy, occupèrent la première place du classement américain des meilleures ventes de simples. Ils demeurent également parmi les plus célèbres de Prince.
En juin 2017, le disque est réédité dans une version remasterisée et augmentée d'inédits. Durant la première semaine de parution, elle s'écoule à 52 000 exemplaires aux États-Unis, atteignant la quatrième place des meilleures ventes d'albums.

## Historique
En octobre 1982, l'artiste publie son cinquième album, 1999,  qui sera alors le deuxième de sa carrière à atteindre le million d'exemplaires vendu. Il est néanmoins concurrencé par la sortie, un mois plus tard, de Thriller de Michael Jackson, qui attirera en deux ans vingt millions d'acheteurs américains.
En août 1983, Prince présente de nouvelles chansons sur la scène du club First Avenue, dans sa ville natale de Minneapolis. La captation de trois d'entre elles se retrouvera, certes retouché, sur Purple Rain : le morceau-titre, I Would Die 4 U et Baby I'm A Star. Il est accompagné par son orchestre habituel, qui inclut la nouvelle guitariste Wendy Melvoin,. Suivent l'enregistrement en studio des six autres chansons (jusqu'en mars 1984), puis le tournage du film du même nom, qui débute en novembre.
When Doves Cry, un extrait du disque en avant-première, est édité le 16 mai 1984. L'album paraît le 25 juin,, le premier sous l'appellation « Prince and The Revolution ». Le film sort, lui, le 27 juillet. La première semaine d'août, ces trois œuvres occupent la première place des ventes de leur catégorie aux États-Unis. When Doves Cry est en tête du Billboard Hot 100 (le classement des simples), le disque, du Billboard 200 (le classement des albums), et le film domine le box office. 

## Accueil populaire et critique
Purple Rain a été certifié vendu à 13 millions d'exemplaires aux États-Unis, 600 000 au Canada, et au Royaume-Uni,, de même que 300 000 en France,. À l'échelle mondiale, le chiffre de vingt, à vingt-deux millions est avancé.
Le disque a été plusieurs fois classé parmi les meilleurs enregistrements de l'histoire de la musique rock. Il a en effet été élu :
- 72e du classement 2003 des 500 plus grands albums de tous les temps (et 76e du classement 2012) par le magazine Rolling Stone, qui le place également deuxième meilleur album des années 1980[35];
- 15e meilleur album de tous les temps par le Time Magazine en 1993[36];
- meilleur album des années 1983-2008 par Entertainment Weekly, pour les 25 ans du magazine[37];
- ou encore 18e du classement Greatest Rock and Roll Albums of All Time de la chaîne de télévision américaine VH1[38].

Il est également cité dans l'ouvrage de Robert Dimery Les 1001 albums qu'il faut avoir écoutés dans sa vie.

## Personnel
- Prince : chant, guitare, piano, divers instruments
- Wendy Melvoin : guitare, chœurs (1, 2, 4, 7–9)
- Brown Mark : basse, chœurs (1, 2, 4, 7–9)
- Lisa Coleman : claviers, chœurs (1, 2, 4, 7–9)
- Matt Fink : claviers, chœurs (1, 2, 4, 7–9)
- Novi Novog : Violon, alto (2, 8, 9)
- David Coleman : violoncelle (2, 8, 9)
- Suzie Katayama : violoncelle (2, 8, 9)
- Apollonia : chant (2)
- Jill Jones : chœurs additionnels (8)
- Bobby Z. : batterie, percussion (1, 2, 4, 7–9)

## Listes des titres
Toutes les chansons sont écrites et composées par Prince et The Revolution, sauf indications contraires.
| 1. | Let's Go Crazy     |                                                  | 4:39 |
| 2. | Take Me with U     | En duo avec la chanteuse Apollonia.              | 3:54 |
| 3. | The Beautiful Ones |                                                  | 5:15 |
| 4. | Computer Blue      | Co-écrit avec le père de Prince, John L. Nelson. | 3:59 |
| 5. | Darling Nikki      |                                                  | 4:15 |

| 6. | When Doves Cry  | 5:52 |
| 7. | I Would Die 4 U | 2:51 |
| 8. | Baby I'm a Star | 4:20 |
| 9. | Purple Rain     | 8:45 |

## Liste chronologique des titres entendus dans le film
| 1.  | Let's Go Crazy                            | Prince                          | Prince & The Revolution | 4:39 |
| 2.  | Jungle Love (de l'album Ice Cream Castle) | Morris Day, Jesse Johnson       | The Time                | 5:33 |
| 3.  | Take Me with U                            | Prince                          | Prince, Apollonia       | 3:54 |
| 4.  | Modernaire                                | Dez Dickerson                   | Dez Dickerson           | 4:08 |
| 5.  | The Beautiful Ones                        | Prince                          | Prince                  | 5:15 |
| 6.  | God (Love Theme from Purple Rain)         | Prince                          | Prince                  | 7:56 |
| 7.  | When Doves Cry                            | Prince                          | Prince                  | 5:52 |
| 8.  | Father's Song                             | John L. Nelson                  | Prince                  | 2:42 |
| 9.  | Computer Blue                             | Prince, Wendy & Lisa            | Prince & The Revolution | 3:59 |
| 10. | Darling Nikki                             | Prince                          | Prince                  | 4:15 |
| 11. | Sex Shooter (de l'album Apollonia 6)      | Apollonia 6 & The Starr Company | Apollonia 6             | 3:39 |
| 12. | The Bird (de l'album Ice Cream Castle)    | Morris Day, Jesse Johnson       | The Time                | 7:44 |
| 13. | Purple Rain                               | Wendy & Lisa                    | Prince & The Revolution | 8:45 |
| 14. | I Would Die 4 U                           | Prince                          | Prince & The Revolution | 2:51 |
| 15. | Baby I'm a Star                           | Prince                          | Prince & The Revolution | 4:20 |

## Position dans les classements de meilleures ventes d'albums
Selon le magazine Billboard, l'album est resté 24 semaines consécutives à la première place des charts du Billboard, du 4 août 1984 au 18 janvier 1985. Purple Rain a échangé la 1re place dans les charts avec l'album de Bruce Springsteen Born in the U.S.A. à deux reprises, en 1984 et 1985.
| Pays             | Chart              | Meilleure position | Nombre de semaines | Première entrée        | Réf    |
| ---------------- | ------------------ | ------------------ | ------------------ | ---------------------- | ------ |
| Australie        | ARIA Charts        | 21                 | 13                 | 26 janvier 1992 (#44)  | [ 40 ] |
| Autriche         | Ö3 Austria Top 40  | 8                  | 22                 | 1er janvier 1985 (#19) | [ 41 ] |
| Canada           | RPM                | 1                  | 7                  | 25 août 1984 (#1)      | [ 42 ] |
| États-Unis       | Billboard 200      | 1                  | 24                 | 4 août 1984 (#1)       | [ 43 ] |
| États-Unis       | Billboard Top R&B  | 1                  | ?                  | ?                      | [ 43 ] |
| France           | SNEP               | 8                  | 15                 | 25 novembre 1984 (#3)  | [ 44 ] |
| Norvège          | VG-lista           | 4                  | 17                 | 1984 (#17)             | [ 45 ] |
| Nouvelle-Zélande | RIANZ              | 2                  | 36                 | 5 août 1984 (#3)       | [ 46 ] |
| Pays-Bas         | MegaCharts         | 1                  | 40                 | 4 août 1984 (#33)      | [ 47 ] |
| Royaume-Uni      | UK Albums Chart    | 7                  | 86                 | 21 juillet 1984 (#21)  | [ 49 ] |
| Suède            | Sverigetopplistan  | 3                  | 14                 | 3 août 1984 (#4)       | [ 50 ] |
| Suisse           | Swiss Music Charts | 7                  | 31                 | 12 août 1984 (#30)     | [ 51 ] |

## Récompenses
Prince a remporté deux Grammy Awards en 1985 pour Purple Rain, pour la meilleure performance rock par un duo ou un groupe avec chant (Grammy Award for Best Rock Performance by a Duo or Group with Vocal) et pour le meilleur album d'une bande originale pour un film, télévision ou autres médias visuels (Grammy Award for Best Score Soundtrack Album for a Motion Picture, Television or Other Visual Media), l'album a été aussi nommé pour l'album de l'année. Prince a gagné un troisième, le Grammy Award de la meilleure chanson R&B pour la reprise de Chaka Khan avec le titre I Feel for You. Prince a également gagné l'Oscar de la meilleure musique de film en 1985.
| Année | Cérémonie             | Catégorie                                                                       | Album / Chanson | Résultat   |
| ----- | --------------------- | ------------------------------------------------------------------------------- | --------------- | ---------- |
| 1985  | Academy Awards        | Best Music, Original Song Score                                                 | Purple Rain     | Lauréat    |
| 1985  | American Music Awards | Favorite Pop/Rock Single                                                        | When Doves Cry  | Nomination |
| 1985  | American Music Awards | Favorite Pop/Rock Video                                                         | When Doves Cry  | Nomination |
| 1985  | American Music Awards | Favorite Soul/R&B Video                                                         | When Doves Cry  | Nomination |
| 1985  | American Music Awards | Favorite Pop/Rock Album                                                         | Purple Rain     | Lauréat    |
| 1985  | American Music Awards | Favorite Soul/R&B Album                                                         | Purple Rain     | Lauréat    |
| 1985  | American Music Awards | Favorite Soul/R&B Single                                                        | When Doves Cry  | Lauréat    |
| 1985  | Golden Globes         | Best Original Song - Motion Picture                                             | When Doves Cry  | Nomination |
| 1985  | Grammy Awards         | Album of the Year                                                               | Purple Rain     | Nomination |
| 1985  | Grammy Awards         | Best Rock Vocal Performance by a Duo or Group                                   | Purple Rain     | Lauréat    |
| 1985  | Grammy Awards         | Best Album of Original Score Written for a Motion Picture or Television Special | Purple Rain     | Lauréat    |
| 1985  | Juno Awards           | International Album of the Year                                                 | Purple Rain     | Nomination |
| 1985  | MTV VMA               | Best Choreography                                                               | When Doves Cry  | Nomination |
| 1985  | Razzie Awards         | Worst Original Song (from movie "Purple Rain" (1984))                           | Sex Shooter     | Nomination |